# 바르바라 산타크루스
바르바라 산타크루스(스페인어: Bárbara Santa-Cruz, 1983년 6월 9일 ~ )는 스페인의 배우이다.